# Ichthyophis bombayensis
Ichthyophis bombayensis är en groddjursart som beskrevs av Taylor 1960. Ichthyophis bombayensis ingår i släktet Ichthyophis och familjen Ichthyophiidae. IUCN kategoriserar arten globalt som livskraftig. Inga underarter finns listade i Catalogue of Life.